# Place Saint-Pierre
Place Saint-Pierre är en gata i Paris artonde arrondissement. Den är uppkallad efter kyrkan Saint-Pierre de Montmartre.